# یواس‌اس املین (اس‌پی-۱۷۵)
یواس‌اس املین (اس‌پی-۱۷۵) (به انگلیسی: USS Emeline (SP-175)) یک کشتی بود که طول آن 196' بود. این کشتی در سال ۱۸۹۸ ساخته شد.